# Persona Verlag
Der persona verlag ist ein unabhängiger Buchverlag mit Sitz in Mannheim-Neckarau. Ein Schwerpunkt ist die deutsche und österreichische Exilliteratur der Jahre 1933–1945. 

## Gründung
1983 gründete die Slawistin Lisette Buchholz den persona verlag, um unbekannt gebliebene Texte aus dem deutschen und österreichischen Exil zu verlegen. Das Verlagssignet stammt von Hermann Herold und zeigt zwei Personen im Gespräch, dazwischen eine Schreibfeder.

## Verlagsprogramm
Anlässlich ihrer Studienaufenthalte im Osteuropa der Siebzigerjahre (Russland und Tschechoslowakei) wurde Lisette Buchholz wiederholt mit den Verbrechen der Wehrmacht und der SS konfrontiert, weshalb sie sich verstärkt mit der Geschichte des Nationalsozialismus, des Widerstands und des Exils auseinandersetzte. Recherchen in Archiven und die Korrespondenz mit zahlreichen Zeitzeugen führten zu Ausgrabungen und Entdeckungen. Im Lauf der Jahrzehnte kamen weitere Schwerpunkte hinzu wie Lyrikerinnen der zwanziger Jahre, Krieg und Kriegsfolgen in den verschiedenen Ländern Europas, Judenverfolgung und Islamismuskritik sowie Titel zur Sprach- und Kulturkritik. Diverse Genres sind verlegt: Romane, Erzählungen, Kurzprosa, Satiren, Essays, Lyrik, Erinnerungen, Briefe, biographische Texte.

## Autorinnen und Autoren
Das erste Buch des persona verlags war der Exilroman Manja von Anna Gmeyner (hg. Heike Klapdor), 1938 im Amsterdamer Querido Verlag veröffentlicht. Es folgte Die Ehe der Ruth Gompertz von Lili Körber (hg. Gabriele Kreis), einer der ersten Romane gegen Hitler, der 1934 im Verlag von Richard Lányi in Wien unter dem Titel Eine Jüdin erlebt das neue Deutschland erschienen war und prompt von der österreichischen Zensur verboten wurde. 1984 bot Elisabeth Freundlich der Verlegerin Erzählungen aus dem Exil an, die 1986 unter dem Titel Finstere Zeiten (hg. Werner Fuld) herauskamen, und 2021 erschien posthum ihre Exilerzählung Wir waren ja wahnsinnig, damals (hg. Andreas F. Kelletat). Weitere österreichische Autoren kamen hinzu, etwa Alexander Sacher-Masoch mit dem jugoslawischen Exilroman Die Ölgärten brennen (hg. Jutta Freund), Dosio Koffler mit der Satire Die deutsche Walpurgisnacht (hg. Karl Riha) und Walter Fischer mit seinen Erinnerungen Kurze Geschichten aus einem langen Leben (hg. Leopold Spira). Ebenfalls aus Österreich stammte Bruno Adler, dessen Satiren auf Nazideutschland Frau Wernicke (hg. Uwe Naumann) die BBC während des Krieges ausstrahlte.
Aus Deutschland emigrierten Elisabeth Augustin, von der der Erzählband Das Guckloch erschien sowie der Roman Auswege (hg. Pascale Eberhard). Sie war nach Holland geflohen wie auch Georg Hermann, dessen Briefe an seine in Dänemark lebende Tochter Hilde unter dem Titel Unvorhanden und stumm, doch zu Menschen noch reden (hg. Laureen Nussbaum) erschienen. Elisabeth Augustin hat überlebt, Georg Hermann wurde nach Auschwitz deportiert. In diesen Kontext fügt sich auch das Jugendbuch Anne, Kitty und die beiden Paulas von Mies Bouhuys (dt. von Maria Csollány) ein, Szenen aus dem Leben Anne Franks. Gleichfalls von Maria Csollány aus dem Niederländischen übersetzt ist der Roman Der polnische Knoten von J. Ritzerfeld.
In die Reihe der aus Deutschland Emigrierten gehören zudem Walter Mehring mit seinen Satiren auf NS-Deutschland, Das Mitternachtstagebuch (hg. Georg Schirmers), sowie Richard Errell (d. i. Richard Levy) mit dem Roman Das Nizzani Fragment. Willy Vogelsinger hat in seinen Erinnerungen Nicht verloren gegangen (hg. Wolfgang Benz) Zeugnis vom Leben im kommunistischen Widerstand abgelegt. Günther Elbin hat mit Am Sonntag in die Matinee dem ermordeten Dichter, Theater- und Filmimpresario (Menschen am Sonntag) Moriz Seeler ein Denkmal gesetzt. Auch Ruth Berlau lässt sich mit dem Erzählband Jedes Tier kann es (dt. von Regine Elsässer, hg. Klaus Völker) dem Kontext des antifaschistischen Exils zuordnen.

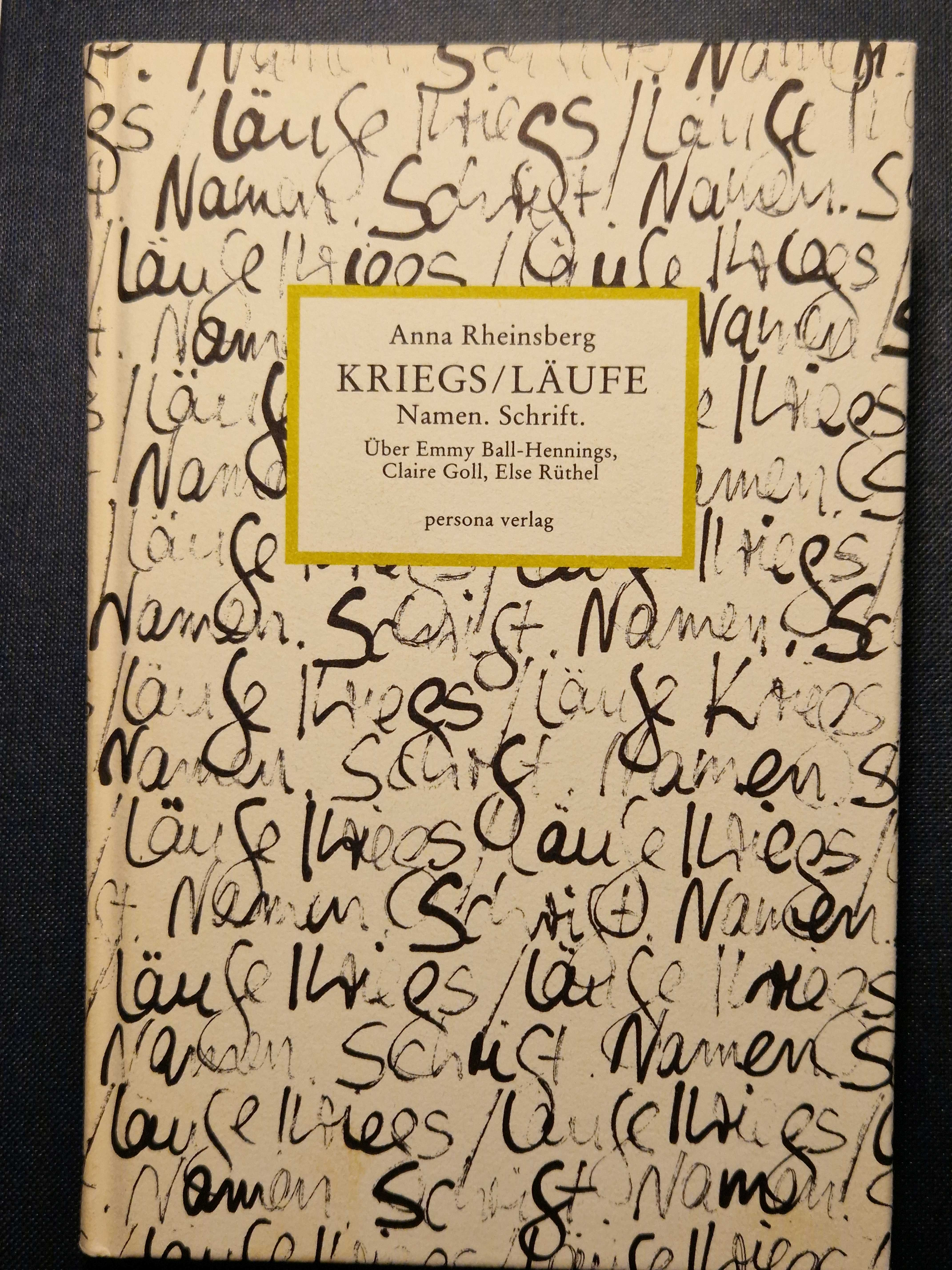
Der Umschlag von KRIEGS.LÄUFE wurde von Vera Lais gestaltet.

Anna Rheinsberg hat zwei Bände über Lyrikerinnen der 20er Jahre publiziert: KRIEGS/LÄUFE Namen. Schrift. Über Emmy Ball-Hennings, Claire Goll, Else Rüthel und Wie bunt entfaltet sich mein Anderssein: Über Emmy Ball-Hennings, Claire Goll, Henriette Hardenberg, Sylvia von Harden, Gertrud Kolmar, Else Rüthel, Paula Ludwig, Ruth Landshoff, Mascha Kaléko. Die zehnte ist eine Nachgeborene, Hertha Kräftner.
Geografisch reicht das Spektrum der persona-Bücher vom Polarkreis bis zum Sinai. Es sind überwiegend Bücher, die sich mit den Folgen des Zweiten Weltkriegs auseinandersetzen – z. B. Zeichen der Zerstörung, der erste moderne samische Roman der Autorin Kirsti Paltto (dt. von Regine Pirschel), die Novellen Hinter dem Schrank steht die Axt der Norwegerin Torborg Nedreaas (üb. und hg. von Marie-Theres Mächler), das „Familienporträt“ der Schwedin Rose Lagercrantz Wenn es einen noch gibt (dt. von Angelika Kutsch), der finnische Roman Der fremde Mann von Heidi Köngäs (dt. von Regine Pirschel), der Roman einer Denunziation im besetzten Paris von Pierre Assouline Die Kundin (dt. von Marianne Schönbach), der Roman der israelischen Autorin Nava Semel Und die Ratte lacht (dt. von Mirjam Pressler) und die Erzählungen der gleichfalls israelischen Autorin Savyon Liebrecht Äpfel aus der Wüste (dt. von Stefan Siebers).
Aus dem Italienischen übersetzt wurden die Prosaminiaturen der Ex-Brigadistin Geraldina Colotti Aus Zufall erschlug ich die Langeweile (dt. von Peter O. Chotjewitz). Über die Belagerung von Sarajevo hat Antonije Žalica das äußerst berührende Erinnerungsbuch Gelber Schnee (dt. von Astrid Philippsen) geschrieben.
Drei russische Autoren sind im persona verlag vertreten: Der berühmte Bühnenbildner Eduard Kotschergin mit dem Erzählband Die Engelspuppe (dt. von Ganna-Maria Braungardt, Renate Reschke und Thomas Reschke), Michail Sostschenko mit den Erzählungen Wie mit Gabeln aufs Wasser geschrieben (üb. und hg. von Thomas Reschke) und Michail Kozyrew mit Die fünfte Reise Lemuel Gullivers (üb. und hg. von Michael Düring). Kozyrew hat für dieses Manuskript und andere Schriften mit seinem Leben bezahlt: Er starb 1941 in einem stalinistischen Lager; Die fünfte Reise konnte erst 1991 in Russland veröffentlicht werden.
Von Hazel Rosenstrauch sind vier Bücher erschienen. Im ersten, Beim Sichten der Erbschaft, setzt sie sich mit dem kommunistischen Milieu ihrer Kindheit im Nachkriegswien auseinander, Die Grazie der Intellektuellen bietet eine kritische Rückschau auf ihre Jugend, und im Essayband JUDEN NARREN DEUTSCHE geht es um deutsche Erinnerungskultur und deren Veränderung im Laufe der Zeit. Zuletzt erschien ihr biografischer Essay über Simon Veit, den missachteten Mann einer berühmten Frau. Die berühmte Frau war Dorothea Mendelssohn, spätere Dorothea Schlegel. Der Erzählband Minotaurus 504 des algerischen Autors Kamel Daoud (dt. von Sonja Finck) war dessen erste Publikation in einer fremden Sprache. In den poetisch verdichteten Erzählungen geht es um die Folgen des Kolonialismus in Algerien.
Der Zorn der Feiglinge von Rachid Benzine (dt. von Regina Keil-Sagawe) setzt sich mit dem verfehlten Islamverständnis des IS auseinander. Den Anstoß zu diesem Buch gab dem bekannten Islamgelehrten seine Erschütterung über das Pariser Attentat vom November 2015.
Aus Frankreich kommen zwei weitere Titel, die eine heitere Note in das ansonsten eher ernste Programm bringen: Vorsicht, der Teller ist heiß! von Philippe Delerm (dt. von Sonja Finck) spielt mit unseren Sprach- und Redegewohnheiten, untersucht Ober- und Untertöne gängiger Phrasen und entlarvt deren unfreiwillige Komik. In Annie Françoisʼ Autobiobibliografie Buchgeflüster (dt. von Marianne Schönbach) geht es um die 1001 Facetten des Lebens mit Büchern.
Die Stille und der Wolf heißt der Essayband von Elmar Schenkel. Angeregt durch die Einteilung der Welt in vier Elemente hat der Autor seine Texte unter vier Begriffe zusammengefasst: Lehm, Glut, Tinte und Äther. Es sind Essays, die scheinbar leicht daherkommen, den Leser unterhalten und dabei zum Nachdenken anregen.
In Sturm.Splitter beschreibt der Theaterregisseur Hansgünther Heyme die Arbeit an Shakespeares STURM, den er in Mannheim mit deutschen und bulgarischen Laien zweisprachig inszenierte. Zitate aus diesem Drama geben die Stichworte zu Erinnerungen an Kindheit und Jugend des Autors sowie an seine vielfältigen Theatererfahrungen.

## Auszeichnungen
- 2001 und 2012 wurde dem persona verlag der Verlagspreis Literatur des Landes Baden-Württemberg verliehen.
- 2024 wurde der persona verlag als einer von 84 Gewinnern des Deutschen Verlagspreises ausgezeichnet.[2]

## Stimmen
- „Die schmuck eingebundenen Köstlichkeiten des persona verlages, die stets vorrätig gehalten werden, können wahrlich als das Werk reiner Individualität angesehen werden.“ Andreas Jüngling (Kritische Ausgabe, 2/2004)
- „Am wichtigsten ist immer das Eigentliche: das Abenteuer der Bücher, bei dem die Verlegerin Buchholz seit nunmehr zwanzig Jahren nicht nur Stehvermögen, sondern Charakter beweist.“ Rudolf Scholz (Signum – Blätter für Literatur und Kritik, 2/2005)